# Wehrdienstausweis (Österreich)
Der Wehrdienstausweis (WDA; umgangssprachlich Wehrdienstkarte) ist ein Ausweisdokument der Soldaten des Österreichischen Bundesheeres. Er ist wie die Erkennungsmarke während jeder Art von Militärdienst mit sich zu führen.

Wehrdienstausweis

Der Wehrdienstausweis wird kurz nach Antritt des Grundwehrdienstes ausgestellt. Er ist eine Kunststoffkarte in Scheckkartengröße nach ISO 7810/ID-1, die ein aufgedrucktes Passfoto der betreffenden Person sowie deren Namen und Dienstgrad aufweist. Bei Grundwehrdienern ist zusätzlich das Ablaufdatum vermerkt, das dem geplanten Entlassungstermin aus dem Grundwehrdienst (in Österreich umgangssprachlich auch „Abrüstertermin“ genannt) entspricht. Der WDA dient der Identifikation im Rahmen des Bundesheeres, er gilt aber auch im zivilen Bereich als öffentliche Urkunde. Inhaber eines WDA behalten diesen auch nach dem Grundwehrdienst, damit gilt dieser als Nachweis eines abgeleisteten Militärdienstes.
 Ausländische Entsprechungen 
- Bei der Bundeswehr ist das entsprechende Dokument der Truppenausweis.
- Bei der Schweizer Armee entspricht dem Dokument das Dienstbüchlein.

## Vorgänger

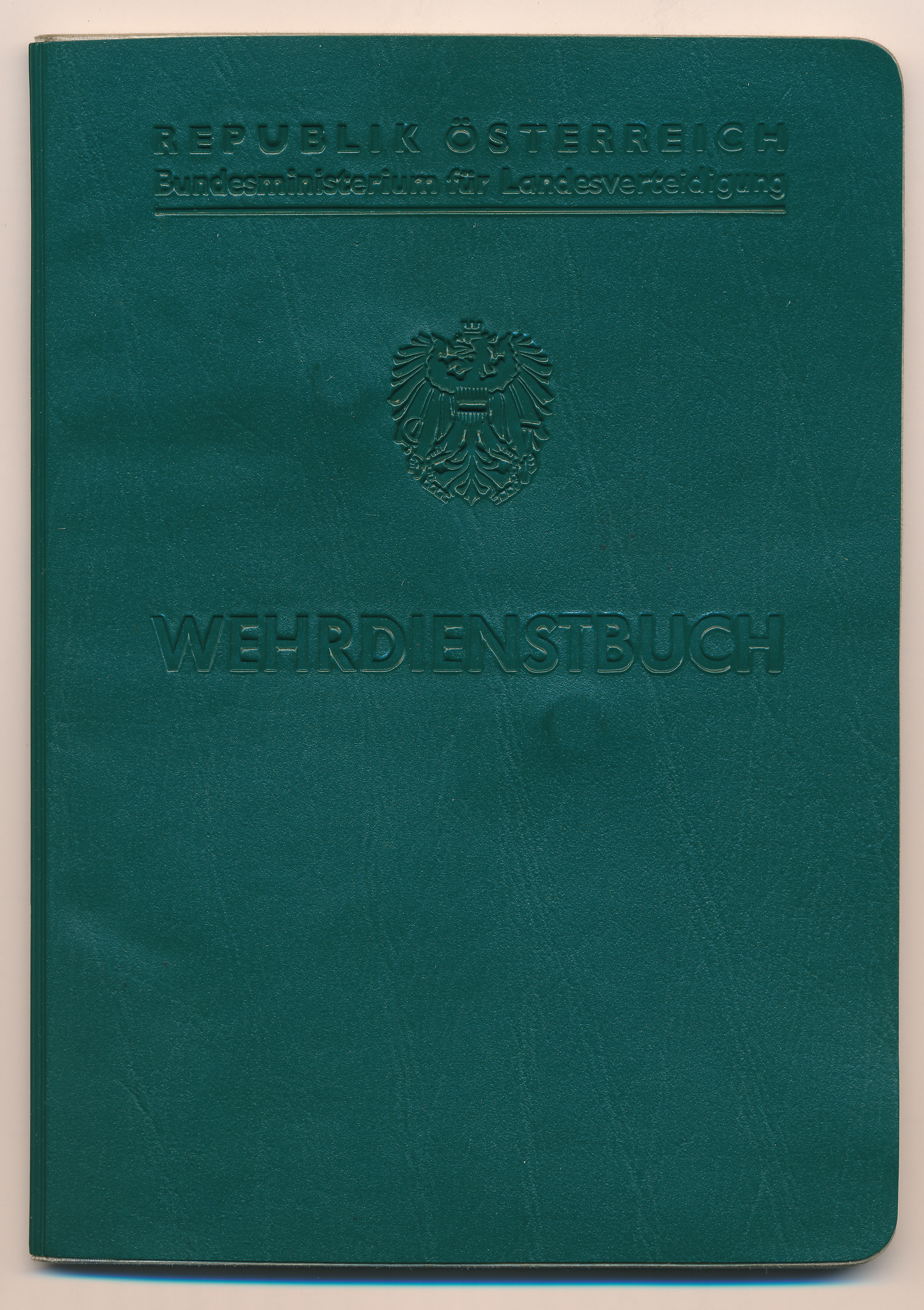
Wehrdienstbuch

Der Wehrdienstausweis wurde 1999 eingeführt und löste das vorher gültige Wehrdienstbuch (WDB) ab, das wesentlich mehr Informationen in Klarschrift enthielt. So wurden neben den persönlichen Daten die verschiedenen Ausbildungsschritte vor bzw. beim Bundesheer eingetragen. Auch besondere Einsätze wie beispielsweise jene im Ausland wurden im WDB eingetragen. Das WDB wurde ebenfalls beim Einrücken zum Grundwehrdienst ausgestellt.